# Forsker for en dag
Forsker for en dag – Kommunikationscenter for Naturvidenskab og Jordbrug
Forsker for en dag fungerer som besøgsordning for unge uddannelsessøgende på Det Jordbrugsvidenskabelige Fakultet, Aarhus Universitet. 
Som ’forsker for en dag’ deltager man i pensumrelevante forsøg og aktiviteter i biologi, kemi, geografi og en række andre naturvidenskabelige fag. Undersøgelserne foregår dels i et undervisningslaboratorium, dels i mark, stalde og forskningslaboratorier på de to Forskningscentre ved Det Jordbrugsvidenskabelige Fakultet i Foulum og Flakkebjerg. 
Forsker for en dag har et todelt formål: at bibringe unge uddannelsessøgende en øget forståelse for naturvidenskab og jordbrug, og at skabe grundlag for rekrutteringen til de jordbrugsvidenskabelige uddannelser på Det Jordbrugsvidenskabelige Fakultet.
Forsker for en dag henvender sig til gymnasiet, hf og htx, samt folkeskolens ældste klasser, ungdomsskoler, landbrugsskoler, højskoler og seminarier. 

## Oplevelser i forskningsmiljøet
Konceptet med at være ’forsker for en dag’ har eksisteret siden kommunikationscentrets opstart i 2001 og er løbende udviklet til det, det er i dag. 
Hos Forsker for en dag er forskningskommunikationen knyttet til en uformel læringssituation og foregår direkte mellem forsker og elev uden en lærer eller andre som mellemled i kommunikationen. På den måde får eleverne viden og oplevelser direkte fra videnskilden, fra forskeren. Vidensudvekslingen sker på den måde gennem direkte dialog, hvor eleverne kan møde forskeren både som professionel videnskabsmand og som menneske. 
Dette direkte møde i forskningsmiljøet giver eleverne en autentisk oplevelse, og er samtidig en væsentlig vidensformidling for forskerne til ikke-fagfæller. Afmytificering af forskerens rolle og person bliver dermed en del af oplevelsen ved et besøg hos Forsker for en dag. 

## Historie
Forsker for en dag blev etableret i 2001 i et samarbejde mellem en række forskningsinstitutioner og organisationer (dengang under navnet Farm4U – Kommunikationscenter for Jordbrug og Miljø). Man ønskede dengang som nu at slå et slag for den naturvidenskabelige almendannelse og hjælpe rekrutteringen til jordbrugsvidenskabelige og naturvidenskabelige uddannelser på vej ved at lade skoleelever, primært fra gymnasieskolen arbejde med pensumrelevante problemstillinger i forskningsmiljøet. Forsker for en dag har gennem årene været finansieret af disse forskningsinstitutioner og organisationer samt ved hjælp af projektbevillinger fra private og offentlige fonde. 
Forsker for en dag er fra 2008 udelukkende tilknyttet Det Jordbrugsvidenskabelige Fakultet ved Aarhus Universitet og har enheder ved to af fakultetets forskningscentre i Foulum ved Viborg og Flakkebjerg ved Slagelse.

## Samarbejder
CAND Arkiveret 29. oktober 2020 hos  Wayback Machine – Center for Anvendt NaturfagsDidaktik